# آمادئوس والشلاگر
آمادئوس والشلاگر (انگلیسی: Amadeus Wallschläger؛ زادهٔ ۱ سپتامبر ۱۹۸۵) بازیکن فوتبال اهل آلمان است.
از باشگاه‌هایی که در آن بازی کرده‌است می‌توان به باشگاه فوتبال کارل زایس ینا، باشگاه فوتبال دینامو برلینر، و باشگاه فوتبال هرتابرلین اشاره کرد.